# Pseudocentroptiloides shadini
Pseudocentroptiloides shadini is een haft uit de familie Baetidae. De wetenschappelijke naam van de soort is voor het eerst geldig gepubliceerd in 1964 door Kazlauskas.
De soort komt voor in het Palearctisch gebied.